# Nastri d'argento 2014
La 69ª edizione dei Nastri d'argento si è tenuta il 28 giugno 2014 al Teatro antico di Taormina.
Le candidature sono state annunciate il 29 maggio al MAXXI di Roma. Nella stessa occasione sono stati consegnati i Nastri alla carriera a Francesco Rosi, Piero Tosi e Marina Cicogna ed il Nastro dell'anno a La sedia della felicità, ultimo film di Carlo Mazzacurati, regista scomparso pochi mesi prima.
I Nastri ai documentari sono stati assegnati il 31 gennaio al Teatro Ambra Garbatella di Roma, mentre i Corti d'argento sono stati consegnati l'11 marzo alla Casa del cinema di Roma.
In questa edizione è stato introdotto il premio per il miglior casting director.

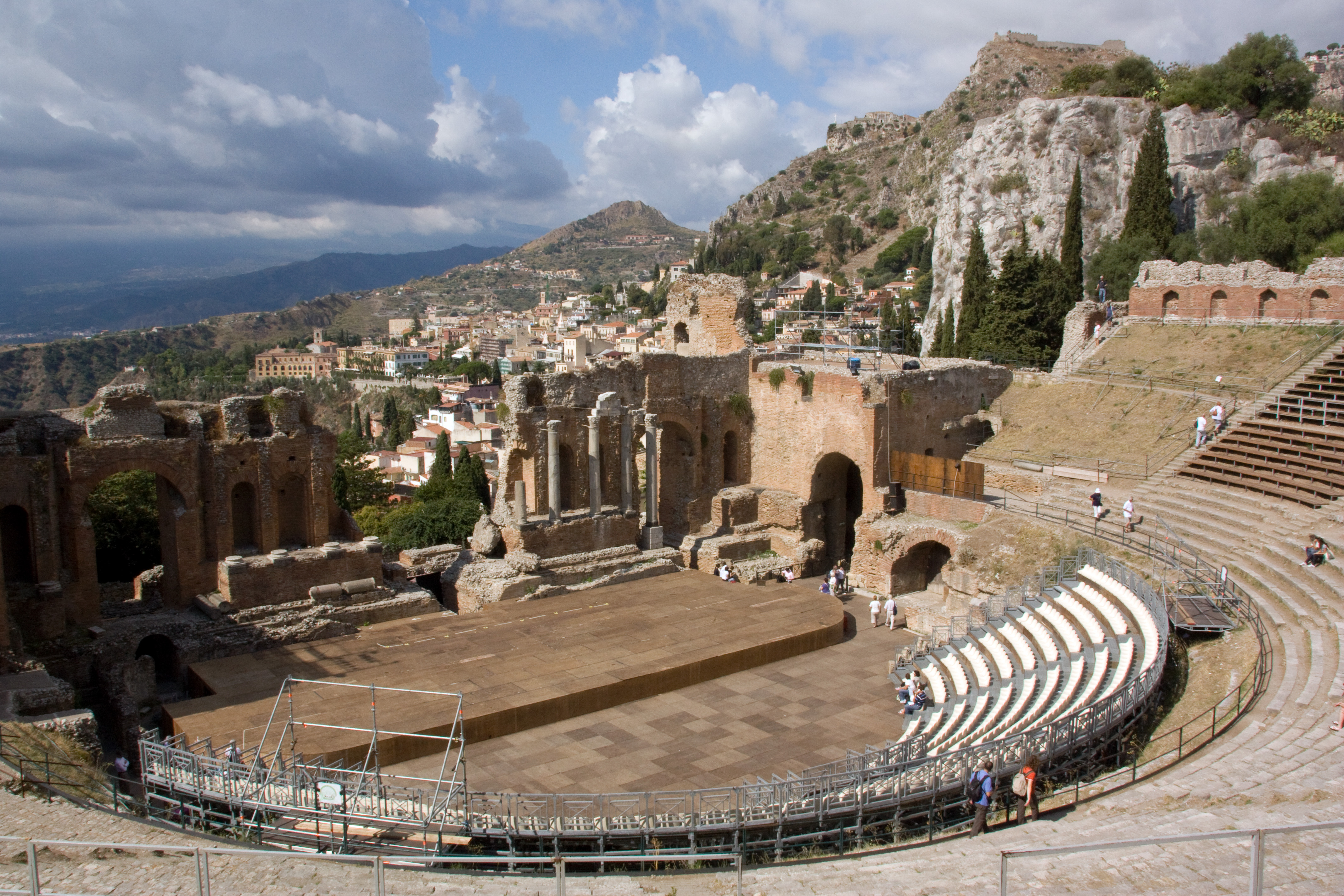
Il Teatro antico di Taormina ha ospitato la cerimonia di premiazione.

## Vincitori e candidati
I vincitori sono indicati in grassetto, a seguire gli altri candidati.

### Regista del miglior film
- Paolo Virzì - Il capitale umano
- Daniele Luchetti - Anni felici
- Ferzan Özpetek - Allacciate le cinture
- Alice Rohrwacher - Le meraviglie
- Edoardo Winspeare - In grazia di Dio

### Migliore regista esordiente
- Pif - La mafia uccide solo d'estate
- Emma Dante - Via Castellana Bandiera
- Fabio Grassadonia e Antonio Piazza - Salvo
- Fabio Mollo - Il sud è niente
- Sebastiano Riso - Più buio di mezzanotte
- Sydney Sibilia -  Smetto quando voglio

### Migliore commedia
- Song'e Napule dei Manetti Bros.
- La mossa del pinguino di Claudio Amendola
- Smetto quando voglio di Sydney Sibilia
- Sotto una buona stella di Carlo Verdone
- Tutta colpa di Freud di Paolo Genovese

### Miglior produttore
- Domenico Procacci e Matteo Rovere - Smetto quando voglio
- Fabrizio Donvito, Benedetto Habib e Marco Cohen - Il capitale umano
- Mario Gianani e Lorenzo Mieli - Incompresa e La mafia uccide solo d'estate
- Carlo Cresto-Dina - Le meraviglie
- Massimo Cristaldi e Fabrizio Mosca - Salvo

### Miglior soggetto
- Michele Astori, Pierfrancesco Diliberto e Marco Martani - La mafia uccide solo d'estate
- Antonio Morabito - Il venditore di medicine
- Edoardo Winspeare e Alessandro Valenti - In grazia di Dio
- Alessandro Rossetto e Caterina Serra - Piccola patria
- Daniela Gambaro, Matteo Oleotto e Pier Paolo Piciarelli - Zoran - Il mio nipote scemo

### Migliore sceneggiatura
- Paolo Virzì, Francesco Bruni e Francesco Piccolo - Il capitale umano
- Daniele Luchetti, Sandro Petraglia, Stefano Rulli e Caterina Venturini - Anni felici
- Nicola Lusuardi, Marco Simon Puccioni e Heidrun Schleef - Come il vento
- Asia Argento e Barbara Alberti - Incompresa
- Alice Rohrwacher - Le meraviglie

### Migliore attore protagonista
- Fabrizio Bentivoglio e Fabrizio Gifuni - Il capitale umano
- Elio Germano - L'ultima ruota del carro
- Edoardo Leo - La mossa del pinguino, Smetto quando voglio e Ti ricordi di me?
- Giampaolo Morelli e Alessandro Roja - Song'e Napule
- Kim Rossi Stuart - Anni felici

### Migliore attrice protagonista
- Kasia Smutniak - Allacciate le cinture
- Valeria Bruni Tedeschi - Il capitale umano
- Celeste Casciaro - In grazia di Dio
- Paola Cortellesi - Sotto una buona stella
- Valeria Golino - Come il vento

### Migliore attore non protagonista
- Carlo Buccirosso e Paolo Sassanelli - Song'e Napule
- Alessandro Haber - L'ultima ruota del carro
- Ricky Memphis - La mossa del pinguino
- Giorgio Pasotti - Sapore di te, Nottetempo e Un matrimonio da favola
- Filippo Timi - Un castello in Italia

### Migliore attrice non protagonista
- Paola Minaccioni - Allacciate le cinture
- Cristiana Capotondi - La mafia uccide solo d'estate
- Claudia Gerini - Maldamore e Tutta colpa di Freud
- Giuliana Lojodice e Claudia Potenza - Una piccola impresa meridionale
- Micaela Ramazzotti - Più buio di mezzanotte

### Migliore fotografia
- Daniele Ciprì - Salvo
- Gian Filippo Corticelli - Allacciate le cinture
- Michele D'Attanasio - In grazia di Dio
- Gherardo Gossi - Come il vento e Via Castellana Bandiera
- Marco Pontecorvo - Gigolò per caso

### Migliore scenografia
- Mauro Radaelli - Il capitale umano
- Giancarlo Basili - Anni felici e L'intrepido
- Marco Dentici - Salvo
- Eugenia F. Di Napoli - Incompresa
- Tonino Zera - Sotto una buona stella

### Migliori costumi
- Milena Canonero - Grand Budapest Hotel e Something Good
- Maria Rita Barbera - Anni felici
- Laura Costantini - Il pretore
- Nicoletta Ercole - Incompresa
- Daniela Salernitano - Song'e Napule

### Migliore montaggio
- Cecilia Zanuso - Il capitale umano
- Patrizio Marone - Allacciate le cinture
- Pietro Scalia - The Counselor - Il procuratore e The Amazing Spider-Man 2 - Il potere di Electro
- Marco Spoletini - Le meraviglie e Più buio di mezzanotte
- Cristiano Travaglioli - La mafia uccide solo d'estate

### Migliore sonoro in presa diretta
- Roberto Mozzarelli - Il capitale umano
- Paolo Benvenuti e Simone Paolo Olivero - Via Castellana Bandiera
- Valentino Giannì - In grazia di Dio
- Guido Spizzico - Come il vento
- Alessandro Zanon - La prima neve e L'intrepido

### Migliore colonna sonora
- Pivio e Aldo De Scalzi - Song'e Napule
- Michele Braga - Più buio di mezzanotte
- Pasquale Catalano - Allacciate le cinture
- Fratelli Mancuso - Via Castellana Bandiera
- Franco Piersanti - L'intrepido

### Migliore canzone originale
- Song'e Napule di C.Di Riso e F.D'Ancona interpretata da Giampaolo Morelli - Song'e Napule
- 'A malìa di Darion Sansone interpretata dai Foja - L'arte della felicità
- Ecco che di Giuliano Sangiorgi ed Elisa (anche interprete) - L'ultima ruota del carro
- Siedimi accanto di Sergio Cammariere (anche interprete) - Maldamore
- Tutta colpa di Freud di Daniele Silvestri (anche interprete) - Tutta colpa di Freud
- Te quiero para vivir di Massimo Nunzi e Diana Tejera interpretata da Peppe Servillo e Geppi Cucciari - Un fidanzato per mia moglie

### Miglior casting director
- Pino Pellegrino - Allacciate le cinture
- Francesca Borromeo - La mafia uccide solo d'estate
- Francesca Borromeo e Gabriella Giannattasio - Smetto quando voglio
- Barbara Giordani - Tutta colpa di Freud
- Anna Maria Sambucco e Maurilio Mangano - Via Castellana Bandiera

### Nastro d'argento speciale
- Francesco Rosi alla carriera
- Piero Tosi alla carriera
- Marina Cicogna alla carriera
- Ettore Scola, Luciano Ricceri, Luciano Tovoli e Andrea Guerra per Che strano chiamarsi Federico
- Alice Rohrwacher per il successo internazionale di Le meraviglie
- Dino Trappetti per i 50 anni della Sartoria Tirelli

### Nastro d'argento dell'anno
- La sedia della felicità

### Premio Guglielmo Biraghi
- Sara Serraiocco - Salvo
- Matilde Gioli - Il capitale umano
- Eugenio Franceschini - La luna su Torino, Sapore di te e Maldamore
- Lorenzo Richelmy - Il terzo tempo e Sotto una buona stella

#### Menzioni speciali
- Maria Alexandra Lungu - Le meraviglie
- Davide Capone - Più buio di mezzanotte
- Giulia Salerno - Incompresa

### Premio Nino Manfredi
- Marco Giallini

#### Premi speciali del decennale
- Claudio Amendola
- Edoardo Leo

### Premi dei partner

#### Nastro Bulgari
- Asia Argento - Incompresa

#### Premio Porsche 911 Targa - Tradizione e innovazione
- Pierfrancesco Favino - Rush

#### Premio Hamilton behind the camera - Opera prima
- Pif - La mafia uccide solo d'estate

#### Premio Persol al personaggio dell'anno
- Claudio Santamaria - Il venditore di medicine

#### Premio Cusumano alla commedia
- Claudia Gerini - Maldamore e Tutta colpa di Freud

#### Premio Wella
- Anna Foglietta

#### Premio Falconeri
- Valeria Solarino - Smetto quando voglio

#### Premio Serapian
- Kasia Smutniak e Paola Minaccioni - Allacciate le cinture

### Nastri d'argento per i documentari

#### Miglior documentario
- Per altri occhi di Silvio Soldini e Giorgio Garini
- Fuoristrada di Elisa Amoruso
- L'amministratore di Vincenzo Marra
- Summer 82 When Zappa Came to Sicily di Salvo Cuccia
- Wolf di Claudio Giovannesi

#### Miglior documentario sul cinema
- I tarantiniani di Steve Della Casa e Maurizio Tedesco
- Bertolucci on Bertolucci di Walter Fasano e Luca Guadagnino
- Esser Riccardo... e gli altri di Giancarlo Scarchilli
- Istintobrass di Massimiliano Zanin
- Non eravamo solo... Ladri di biciclette - Il neorealismo di Gianni Bozzacchi e Carlo Lizzani

#### Premio speciale della giuria
- Sacro GRA di Gianfranco Rosi

#### Premio speciale
- Fuoriscena di Massimo Donati e Alessandro Leone

#### Menzioni speciali
- Lino Miccichè, mio padre - Una visione del mondo di Francesco Miccichè
- Lettera al Presidente di Marco Santarelli
- Bertolucci on Bertolucci di Walter Fasano e Luca Guadagnino
- Dal profondo di Valentina Pedicini

#### Premio speciale miglior attrice protagonista nel documentario
- Piera Degli Esposti - Tutte le storie di Piera

#### Segnalazioni speciali ai migliori docufilm
- Con il fiato sospeso di Costanza Quatriglio
- La mia classe di Daniele Gaglianone
- Le cose belle di Agostino Ferrente e Giovanni Piperno
- Stop the Pounding Heart di Roberto Minervini
- Tir di Alberto Fasulo

### Corti d'argento

#### Miglior cortometraggio
- Settanta di Pippo Mezzapesa
- Ammore di Paolo Sassanelli
- Dreaming Apecar di Dario Samuele Leone
- Margerita di Alessandro Grande
- Recuiem di Valentina Carnelutti
- 37°4 S di Adriano Valerio
- Bella di papà di Enzo Piglionica
- Emilio di Angelo Cretella
- Matilde di Vito Palmieri
- Io... donna di Pino Quartullo
- La fuga di Max Croci
- Rumore bianco di Alessandro Porzio

#### Miglior cortometraggio d'animazione
- Animo resistente di Simone Massi
- Isacco di Federico Tocchella
- Secchi di Edoardo Natoli

#### Migliori attori di cortometraggi
- Lunetta Savino e Alessandro Roja per La fuga

#### Premio speciale migliore esordio alla regia
- Stefano Accorsi per Io non ti conosco

#### Cinemaster
- Secchi di Edoardo Natoli

#### Menzioni speciali
- Forbici di Maria Di Razza
- 37°4 S di Adriano Valerio

## Statistiche vittorie/candidature
- 6/8 - Il capitale umano
- 4/6 - Song'e Napule
- 3/7 - Allacciate le cinture

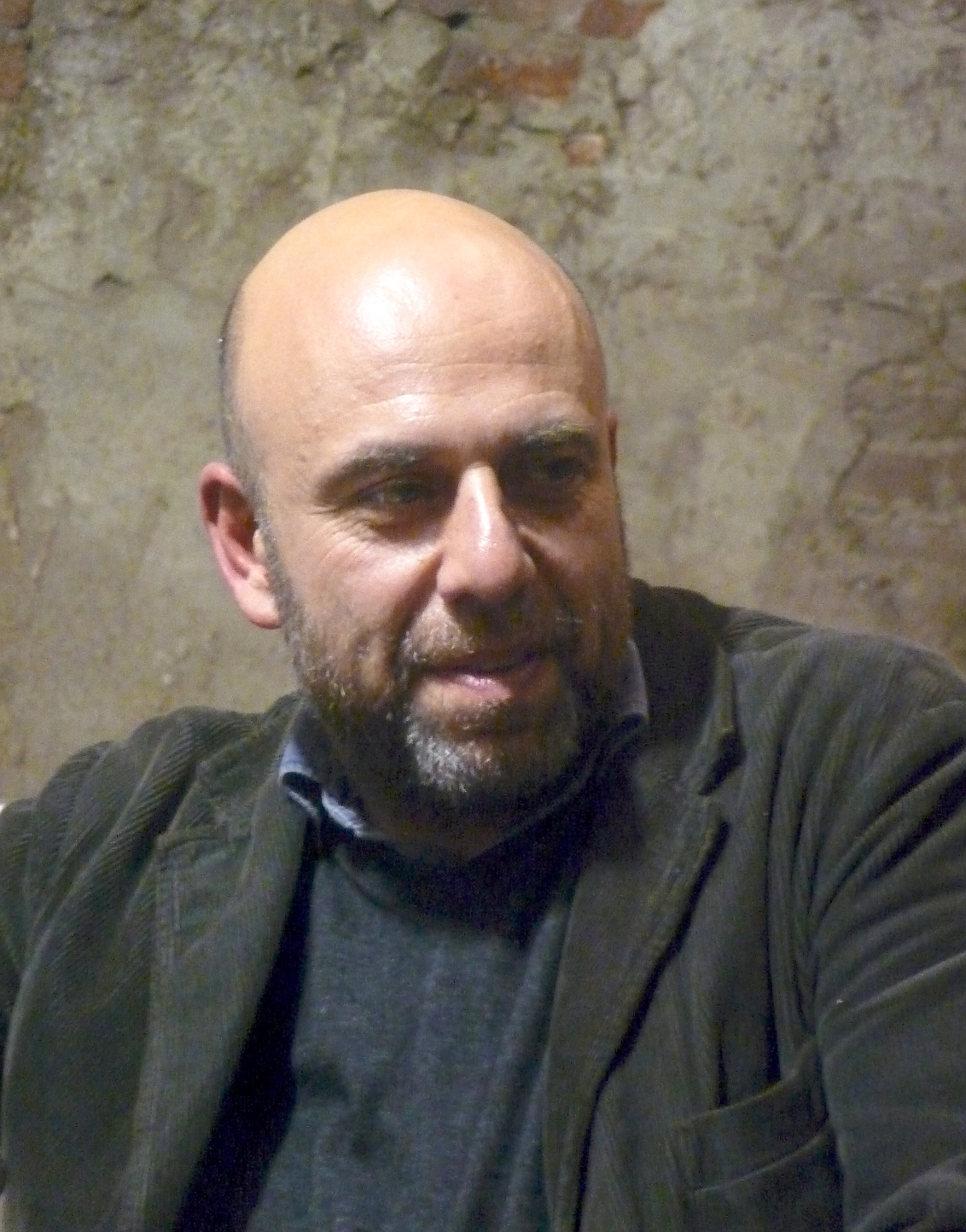
Il capitale umano di Paolo Virzì ha ricevuto il maggior numero di candidature e premi.

- 2/6 - La mafia uccide solo d'estate
- 1/5 - Smetto quando voglio
- 1/4 - Salvo
- 1/1 - Grand Budapest Hotel
- 1/1 - Something Good
- 0/5 - Anni felici
- 0/5 - In grazia di Dio
- 0/5 - Via Castellana Bandiera
- 0/4 - Come il vento
- 0/4 - Incompresa
- 0/4 - Le meraviglie
- 0/4 - Più buio di mezzanotte
- 0/4 - Tutta colpa di Freud
- 0/3 - L'intrepido
- 0/3 - La mossa del pinguino
- 0/3 - Sotto una buona stella
- 0/3 - L'ultima ruota del carro
- 0/2 - Maldamore
- 0/1 - The Amazing Spider-Man 2 - Il potere di Electro
- 0/1 - L'arte della felicità
- 0/1 - Un castello in Italia
- 0/1 - The Counselor - Il procuratore
- 0/1 - Un fidanzato per mia moglie
- 0/1 - Gigolò per caso
- 0/1 - Un matrimonio da favola
- 0/1 - Nottetempo
- 0/1 - Una piccola impresa meridionale
- 0/1 - Piccola patria
- 0/1 - Il pretore
- 0/1 - La prima neve
- 0/1 - Sapore di te
- 0/1 - Il Sud è niente
- 0/1 - Ti ricordi di me?
- 0/1 - Il venditore di medicine
- 0/1 - Zoran - Il mio nipote scemo